# Соба
Соба (яп. そば или 蕎麦) — национальное японское блюдо в виде длинной коричнево-серой лапши из гречневой муки. По одной из версий, соба пришла в Японию из Китая в 1574 году. В Японии соба очень популярна как фастфуд, хотя её также готовят и дома, и в дорогих ресторанах. Подаётся чаще всего к столу охлаждённой без бульона, с соусом цую в специальной чашке, а иногда с горячим бульоном в качестве супа-лапши.

## Приготовление лапши
Лапша делается из гречневой муки, не содержащей клейковины, поэтому её приходится разбавлять пшеничной мукой, чтобы лапша не разваливалась. В качестве альтернативы можно добавить рисовую муку, она тоже клейкая, но не содержит глютен. Приготовленное тесто впоследствии раскатывают и режут специальным ножом на узкие полоски, затем — варят. Вкус собы в зависимости от состава может отличаться.
Тя соба (яп. 茶そば) — соба с добавлением порошка из зелёного чая.
Хэги соба (яп. へぎそば) — соба, приправленная водорослями.
Инака соба (яп. 田舎蕎麦) — «сельская соба», толстая соба, приготовленная из цельных гречневых зёрен.
Ни-хати соба (яп. 二八そば) — соба, состоящая на 20 % из пшеницы и на 80 % из гречки. Это соотношение имеет символическое значение. Во-первых, если 2 умножить на 8, получится 16 — именно столько медных монет (мон) стоила порция собы. Кроме того, «нихати» было сленговым обозначением шестнадцатилетней девушки.
Дзювари соба (яп. 十割そば, буквально «стопроцентная соба») — соба, приготовленная полностью из гречневой муки.
Сарасина соба (яп. 更科そば) — тонкая, светлая соба, приготовленная из очищенной гречневой крупы.

### Пищевая ценность
Сто граммов приготовленной лапши соба содержит 99 ккал (410 кДж) энергии. В собе есть все восемь незаменимых аминокислот.
Соба содержит антиоксиданты, в том числе рутин, кверцетин и необходимые питательные вещества, среди которых холин, тиамин и рибофлавин.

## Терминология

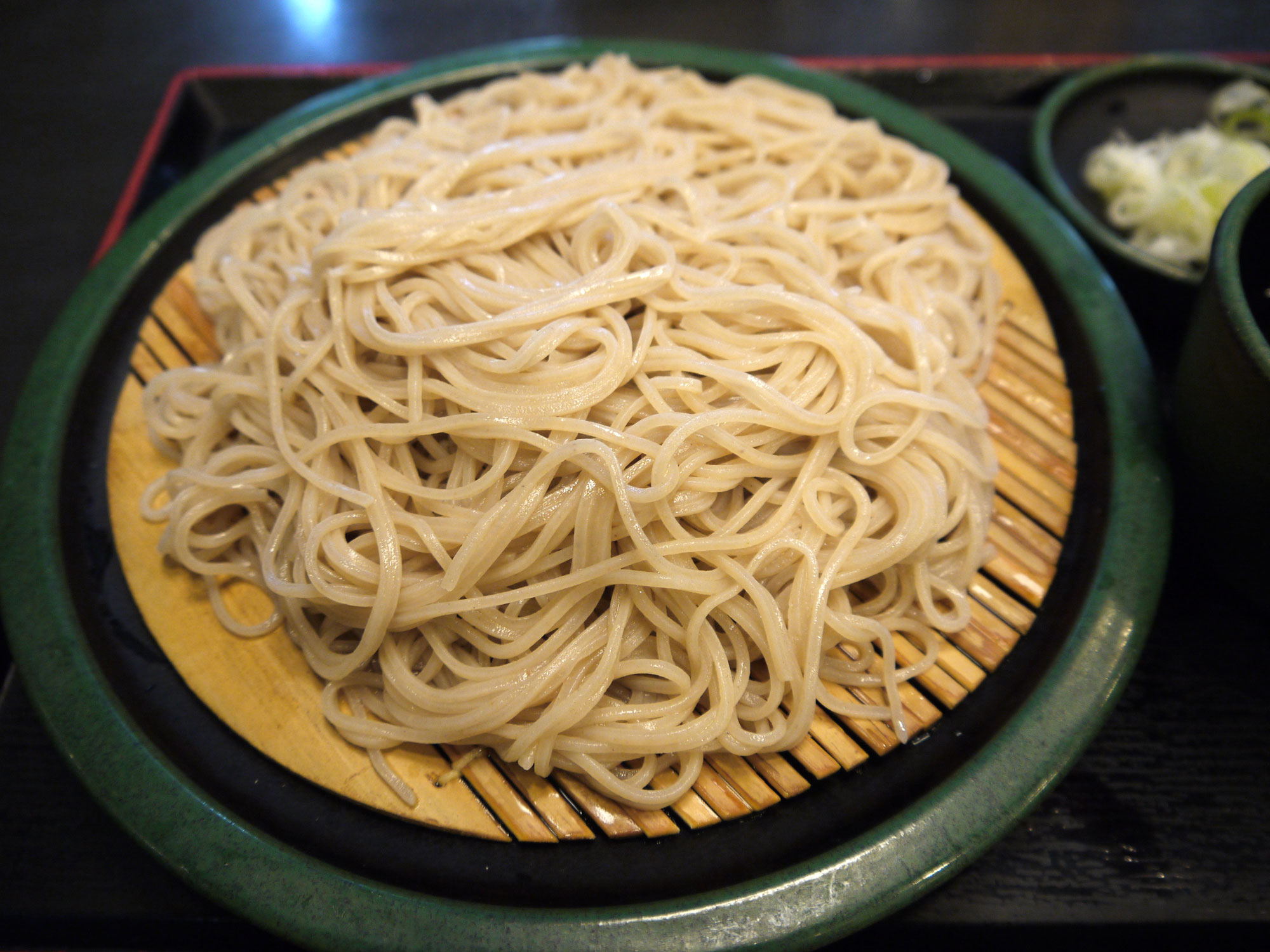
Соба

В Японии словом «соба», если речь идёт о лапше, а не блюде, могут называть любую тонкую лапшу, даже без гречневой муки. Для уточнения гречневую собу называют «нихонсоба» (яп. 日本蕎麦, японская соба), а яичную — «тюкасоба» (яп. 中華そば, китайская соба).

## История
Гречиху в Японии традиционно собирали и ели крестьяне в горных районах Японии, где для риса было слишком холодно или почва была недостаточно плодородной. Вероятно, гречиха появилась в Японии ещё до периода Хэйан. В сборнике законов и постановлений того времени «Руйдзюсандайкяку» (яп. 類聚三代格) предписывалось культивировать гречиху, однако свидетельств того, что она была широко распространена, не сохранилось. По одной из версий гречневую лапшу привезли в Японию из Китая в 1574 году.

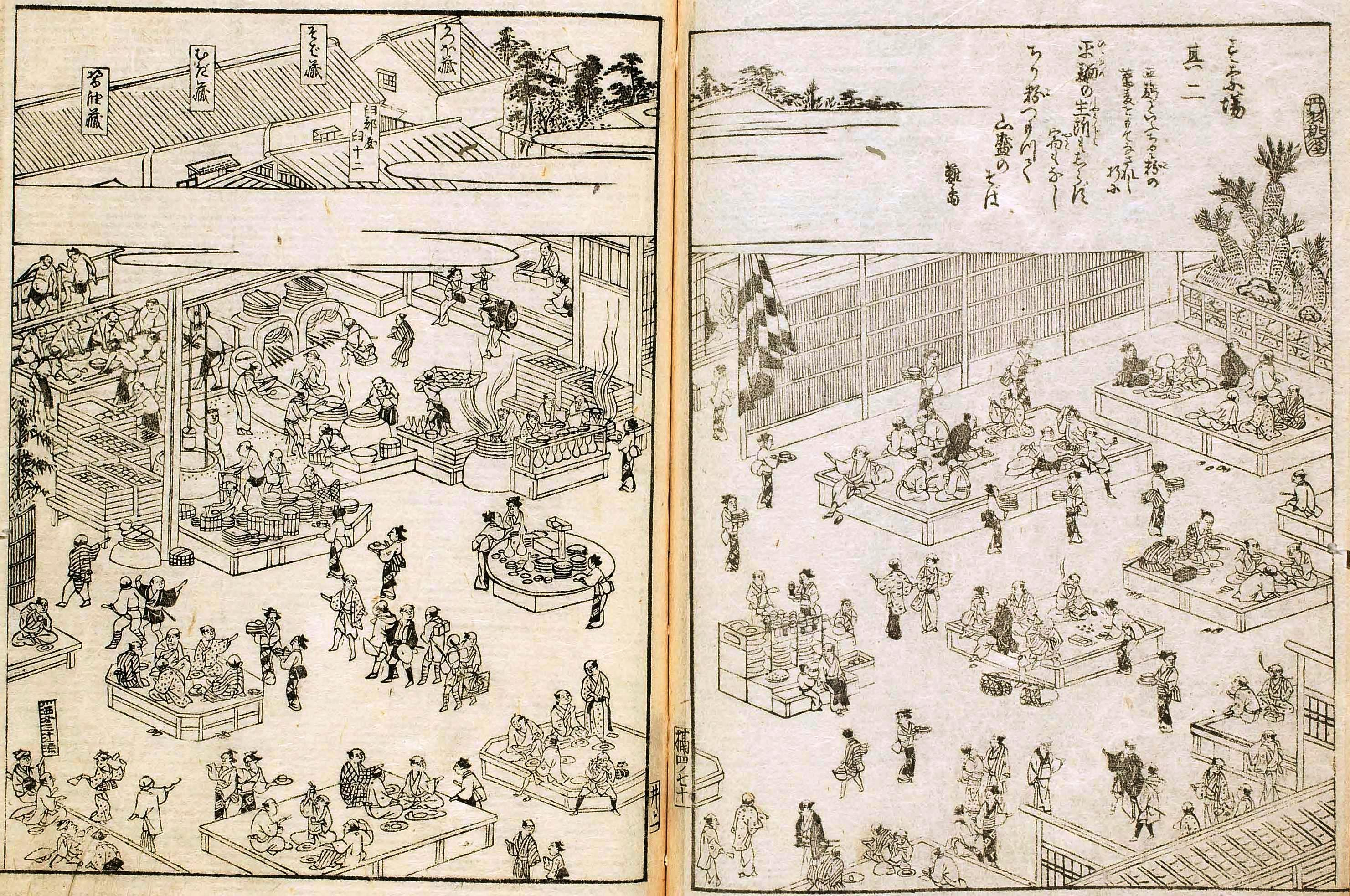
«Сунаба» — знаменитый ресторан собы, XVIII век

В период Камакура, гречиха считалась едой бедняков. В сборнике занимательных историй 1254 года «Кокон Тёмондзю» (яп. 古今著聞集) сохранилась вака монаха Домё из рода Фудзивара, в которой он презрительно высказывался о блюдах из гречихи.
В эпоху Токугава лапша соба набирает популярность. В Эдо в каждом районе создавались недорогие заведения, где можно было попробовать собу. Население Эдо в этот период было богаче сельской бедноты и могло позволить себе есть белый рис, в котором, однако, содержится мало тиамина. Из-за этого эдосцы были более склонны болеть бери-бери. Но вскоре они обнаружили, что при частом потреблении собы, насыщенной тиамином и витаминами B1 и B2, риск заболеть снижается. Это также способствовало росту популярности гречневой лапши.

## Варианты подачи
Как и другую лапшу, летом собу обычно подают охлажденной, а зимой — горячей. Соус и добавки варьируются в зависимости от региона и сезона.

#### Охлажденная соба
Охлажденную собу обычно выносят на бамбуковом подносе дзару (яп. 笊). Блюдо нередко украшают листьями высушенного нори и заправляют специальным соусом соба цую (яп. 蕎麦つゆ). Этот соус готовят из смеси бульона даси, сладкого соевого соуса (яп. 砂糖醤油) и рисового вина мирин. Перед тем как съесть лапшу её обычно окунают в соус, иногда смешивая его с васаби. После употребления многие выпивают остатки соуса, смешанного с водой, в которой соба варилась.
Мори соба (яп. 盛り蕎麦) — классическая охлажденная соба. Слово «мори» стали использовать в период Гэнроку (1688−1704), чтобы отличать это блюдо от другого популярного вида лапши, буккакэ-соба
Дзару соба (яп. 笊蕎麦) — мори соба с добавлением нори.
Хияси соба (яп. 冷やし蕎麦) — холодная соба, поданная с различными добавками, среди которых:

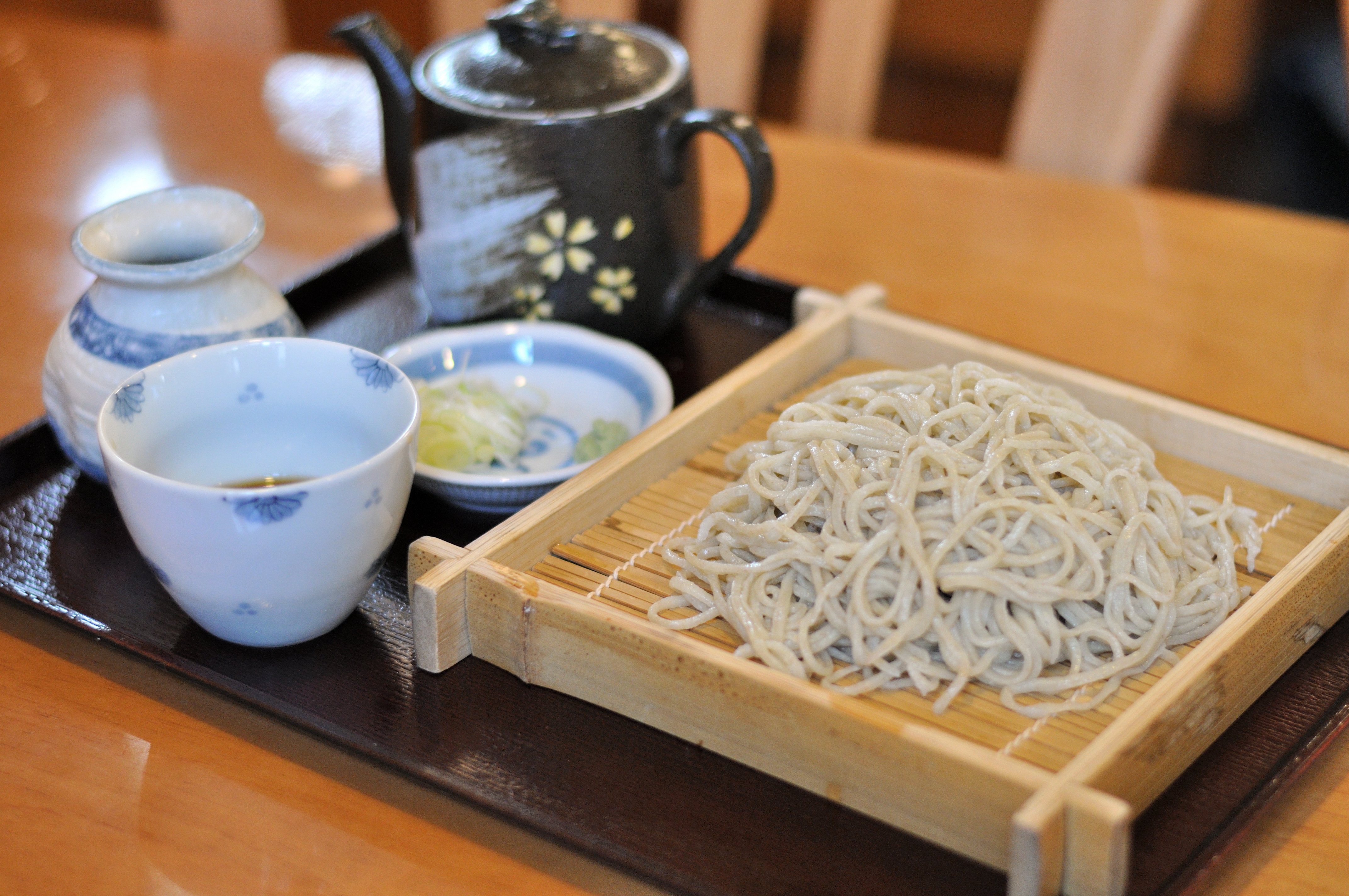
Мори соба

- тороро (яп. とろろ) — пюре из сладкого картофеля ямаимо
- ороси (яп. 卸し) — тертая редька дайкон
- натто — ферментированные соевые бобы

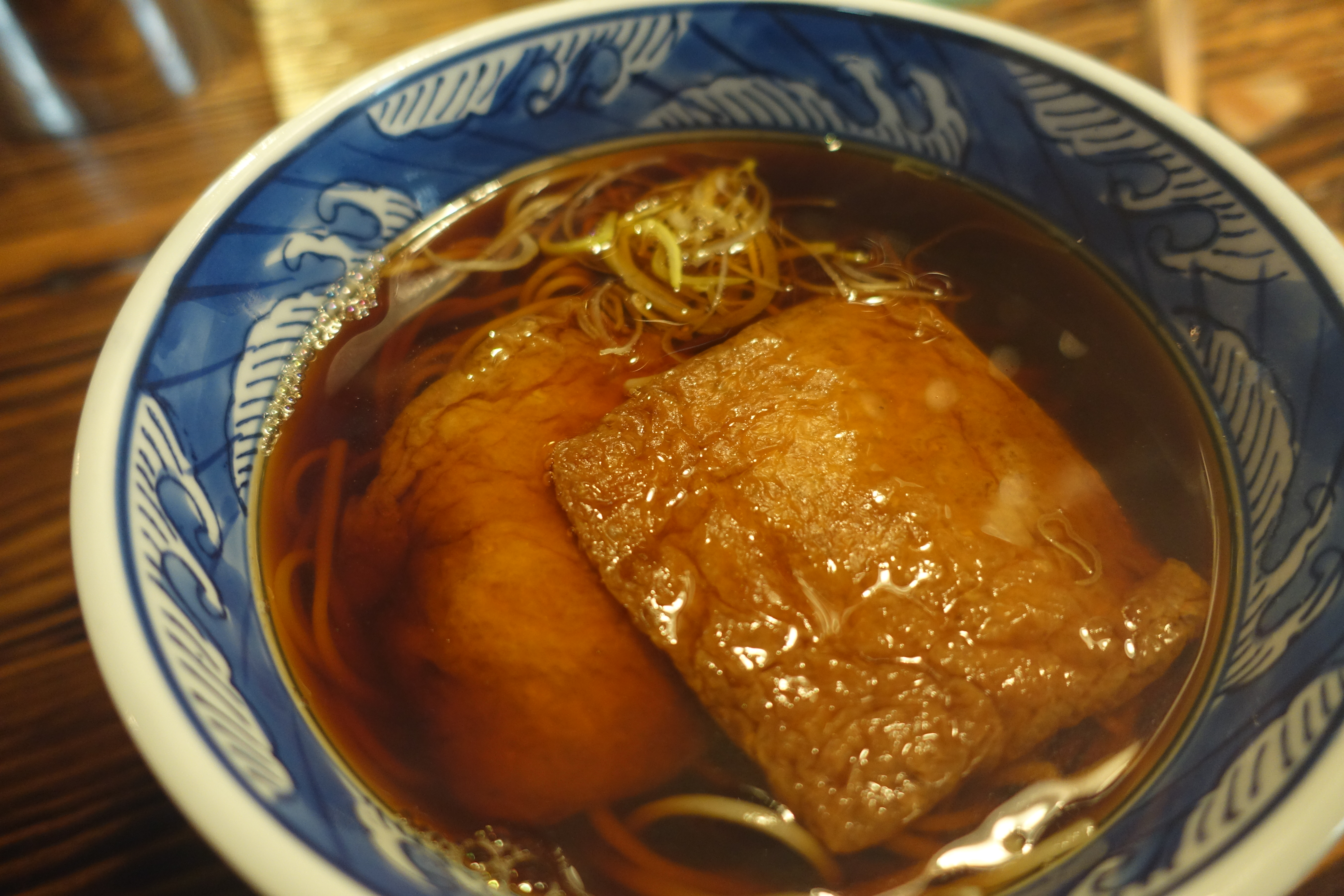
Кицунэ соба

- бамия[22]

Соба маки (яп. そば巻き) — соба, завернутая в нори; приготовлена как макидзуси.
Салат с лапшой соба (яп. そばサラダ) — блюдо современной кухни, холодную собу смешивают с овощами, обычно добавляют кунжут.
Судати соба (яп. スダチ そば) — соба с лаймом судати.

#### Горячие блюда собой
Собу часто подают в тарелке с горячим соусом цую. Соус в данном случае менее концентрированный, чем в холодной собе. В качестве добавки используют нарезанный лук и ситими тогараси — популярную смесь из семи приправ.

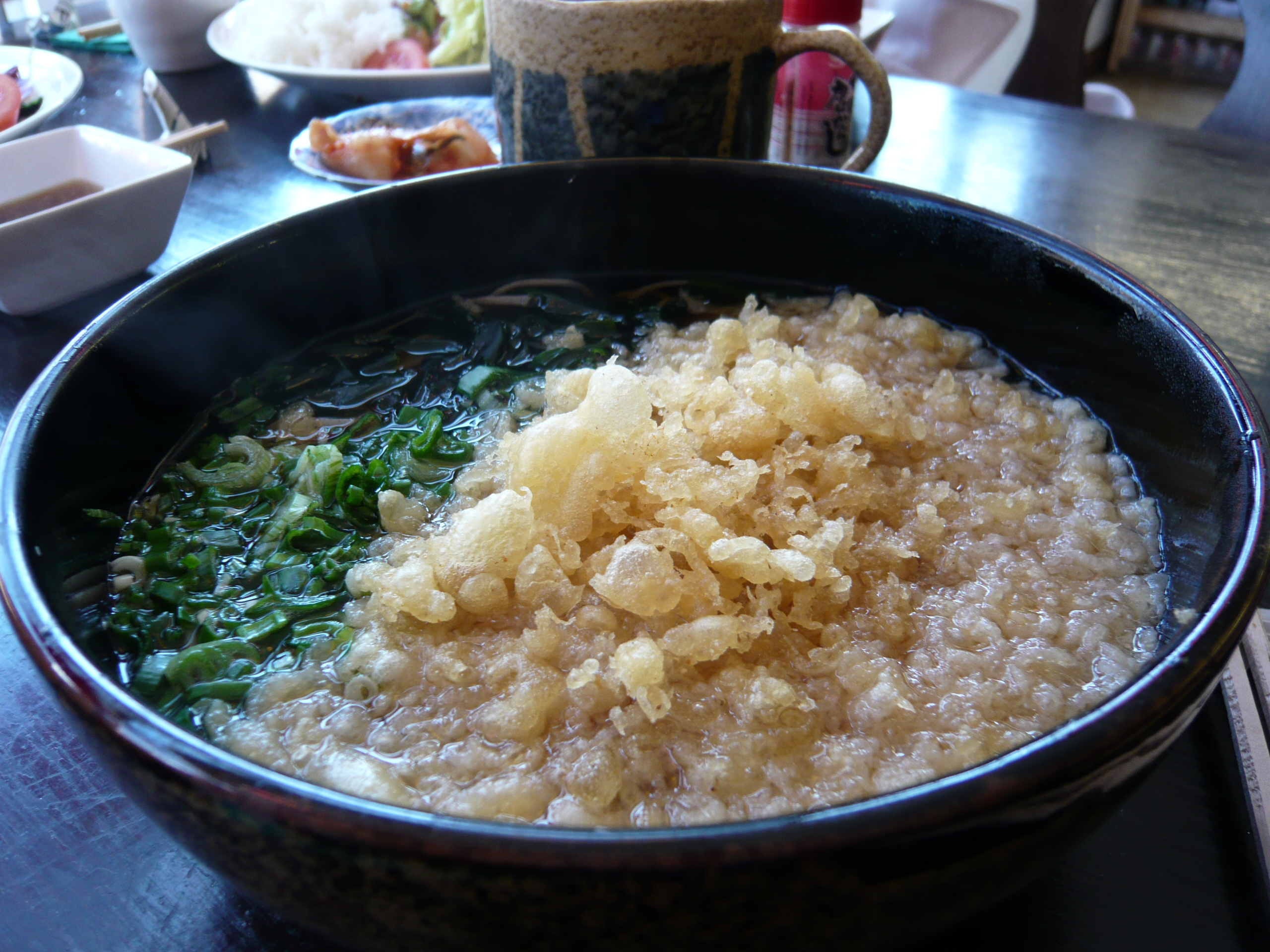
Тануки соба

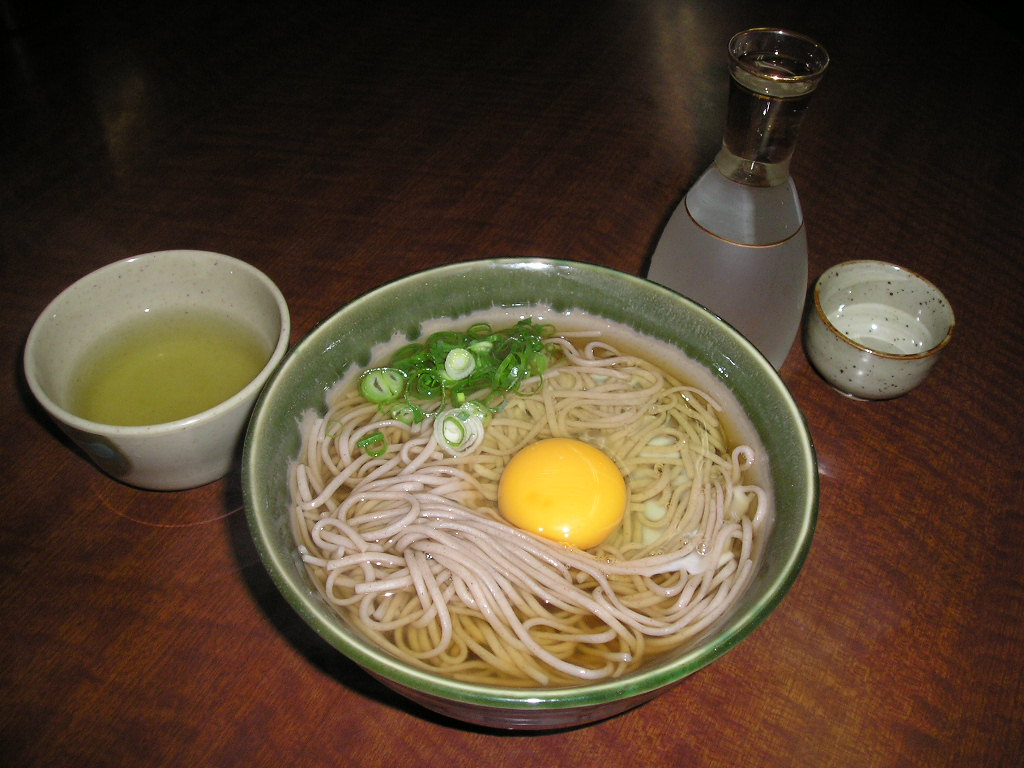
Цукими соба

Какэ-соба (яп. 掛け蕎麦, «подвешенная соба») — горячая соба в бульоне с добавлением тонко порезанного зелёного лука и камабоко.
Вакамэ соба (яп. 若布蕎麦) — соба с добавлением водорослей вакамэ.
Кицунэ соба (яп. きつね蕎麦, «лисья соба») в Канто или тануки соба (яп. たぬき蕎麦, «соба тануки») в Кансае — соба с добавлением абураагэ.
Тануки соба (яп. たぬき蕎麦) в Канто или хаикара соба (яп. ハイカラ蕎麦) в Кансае — соба с тэнкасу (яп. 天かす) — кусочками кляра.
Тэмпура соба (яп. 天麩羅蕎麦) или Тэнсоба (яп. 天そば, «небесная соба») — соба с креветками в тэмпуре или какиагэ (яп. かき揚げ). Появилась в период Эдо, в то время считалась дорогой. Несмотря на то, что тэмпура соба чаще подается горячей, существует и охлаждённая версия.
Цукими соба (яп. 月見蕎麦, «соба любования луной») — разновидность соба с сыром и яйцом. Разбитый желток напоминает полную луну, а белок-облака на небе. Популярное блюдо в период любования луной.
Тороро соба (яп. とろろ蕎麦) или ямакакэ соба (яп. 山かけ蕎麦) — соба с добавлением тороро — пюре из сладкого картофеля ямаимо.
Намэко соба (яп. なめこ蕎麦) — соба с добавлением грибов намэко.
Сансай соба (яп. 山菜蕎麦) — соба с так называемыми «горными овощами», сансай, такими как вараби, дзэммай, побеги бамбука — такэноко.
Камонамбан (яп. 鴨南蛮, дословно «утка южных варваров») — соба с утятиной, в которую также часто добавляется лук-порей.
Карри-намбан (яп. カレー南蛮, дословно «карри южных варваров») — горячая соба (или удон) в густом курином или свином бульоне, смешанным с соусом карри.
Нисин соба (яп. 鰊蕎麦) — соба с мигаки нисин (яп. 身欠きニシン) — сушеной сельдью. Популярна на Хоккайдо и в Киото.
Якисоба (яп. 焼きそば) — жареная пшеничная лапша. Несмотря на то, что имеет в названии слово «соба», не имеет никакого отношения к гречневой лапше и изготавливается из пшеничной лапши, которая также используется для приготовления рамэна.

#### Разновидности лапши по регионам
В Японии гречиха произрастает в основном на острове Хоккайдо. Там можно попробовать син-соба, произведённую из нового урожая. Она слаще и ароматней, чем обычная. Кроме того, пользуется популярностью этамбэцу соба (яп. 江丹別そば) из центральной области Хоккайдо (Асахикава).
Также популярна соба из Нагано. Её называют синсю соба (яп. 信州そば). Причина популярности этой лапши в том, что в Нагано хорошие природные условия для выращивания гречихи. Там же сосредоточены крупные производственные мероприятия по фрезеровке и нарезке лапши. В Нагано проводятся фестивали собы. Самый популярный из них — трехдневный фестиваль в Мацумото.

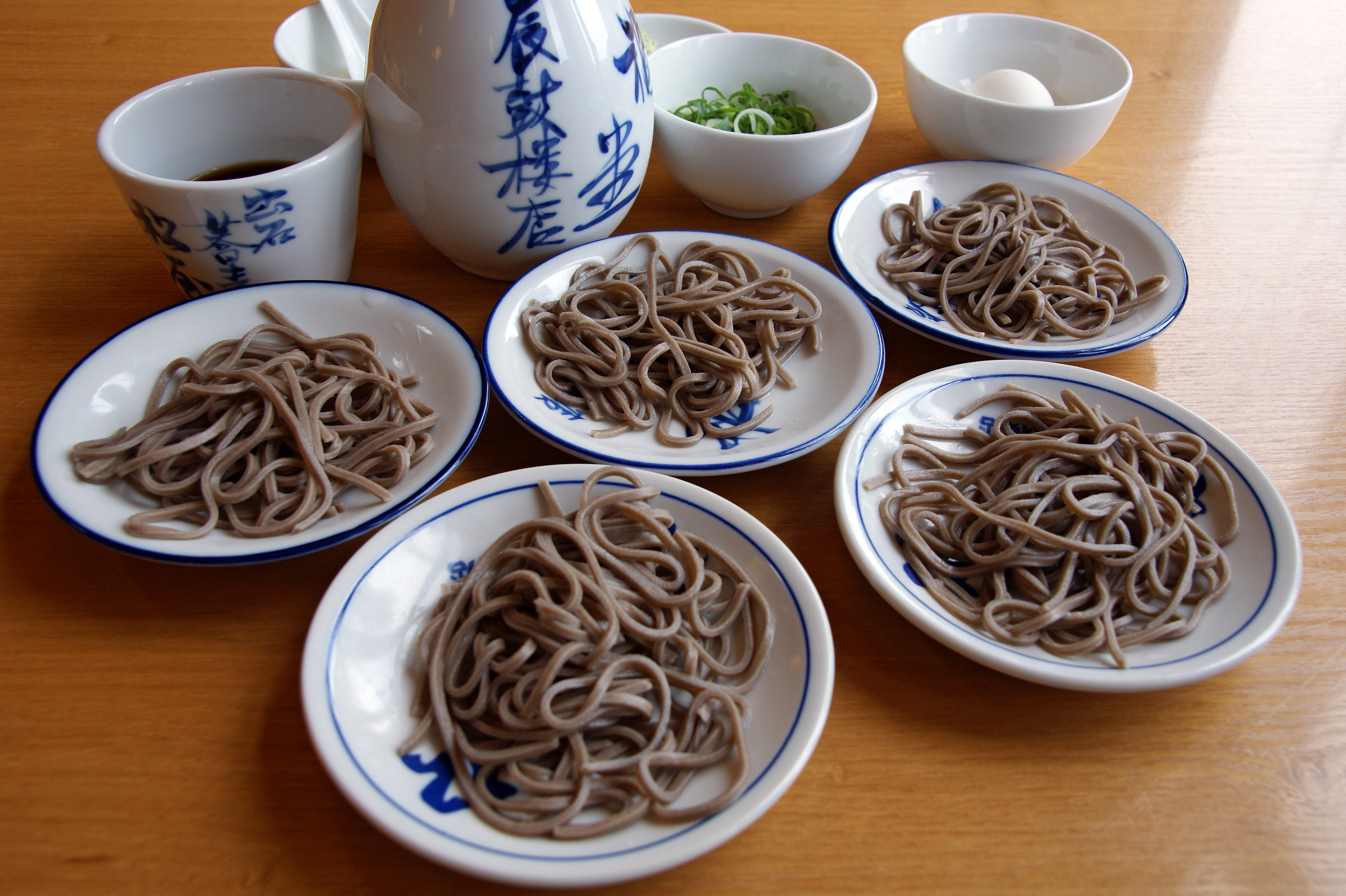
Идзуси соба

Пользуется популярностью и идзумо соба (яп. 出雲そば) из префектуры Симанэ. Она отличается тёмным цветом.
Одна порция идзуси собы (яп. 出石そば) из префектуры Хиого подается на пяти маленьких тарелках. При этом считается, что нужно съесть как можно больше лапши. Похожая традиция существует в префектуре Иватэ. Ванко собу (яп. わんこそば) нужно есть быстро. Официант постоянно добавляет лапшу в тарелку, подсчитывая количество порций. По состоянию на 2019 год рекорд составляет составил 570 порций.
В префектуре Ямагата ита соба (яп. 板そば) подается на больших подносах, ита (яп. 板). Она немного тёмнее и толще, чем обычная соба.
На Окинаве соба — совершенно другое блюдо. Лапшу здесь готовят из пшеничной муки, а не из гречихи. Эта соба обычно подается в горячем свином бульоне с кусочками тушеной свинины, зелёным луком и маринованным имбирём. Она весьма популярна в городе Кампу-Гранди в Бразилии, где её едят в специальных ресторанах, называемых «собариас». По всей видимости, в Бразилию её завезли иммигранты из Японии.

### Соба как праздничное блюдо

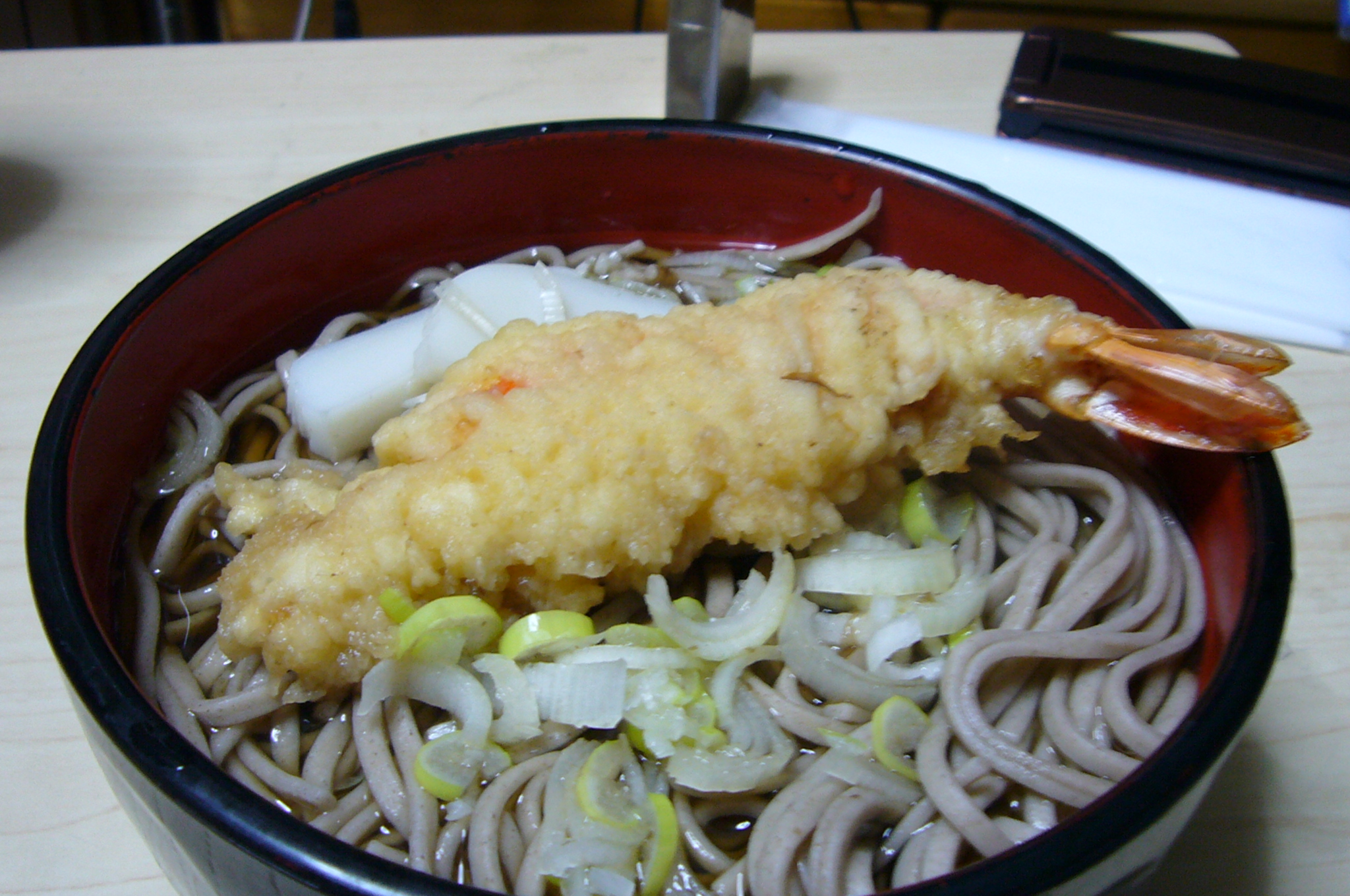
Тосикоси соба

Тосикоси соба (яп. 年越し蕎麦) — в канун Нового года готовят собу с длинной лапшой, что олицетворяет пожелание долгой и счастливой жизни.
Хиккоси соба (яп. 引っ越しそば) — распространенный в Токио обычай дарить собу соседям после переезда на новое место. В последнее время утрачивает популярность.